# Jacqueline Melzassard
 (août 2016).
Jacqueline Melzassard est une rédactrice de mode et une photographe de mode.
Durant les années 1950 et 1960, elle est rédactrice de mode pour L'Officiel de la Couture, L'Art et la Mode et Jardin des Modes. Puis, jusqu'en 1983, elle est photographe de mode pour Elle, Marie-France, Marie-Claire et photographe des campagnes publicitaires-mode de Syndicat International du Coton, Woolmark (Syndicat International de la Laine), des fibres synthétiques Courtaulds (Angleterre), Montefibre (Italie), Bayer (Allemagne), Rhône-Poulenc (France), affiches pour la Seita (tabacs), Essel (lunettes), etc.
Mariée à Jacques Moutin, directeur des éditions du Jardin des Modes et grand publicitaire, elle est la mère de deux jazzmen, Louis Moutin, compositeur et batteur, et François Moutin, compositeur et contrebassiste.